# 昆明茶厂
昆明茶厂，原名复兴茶厂，是指1938年至1992年期间存在的一个茶叶制造厂，位于云南省昆明市。

## 沿革
1938年，复兴茶厂创立，童衣云担任厂长。国共内战期间，复兴茶厂经多轮停产撤建和更名。1960年，正式命名为云南昆明茶厂，隶属于中国茶业公司云南省公司，生产砖茶供应云南北部及少数西藏地区。当时云南省率领昆明茶厂吴启英、安增荣、李桂英三人，勐海茶厂邹炳良、曹振兴两人，还有下关茶厂的两个人科技人员到广东省进行渥堆发酵技术的考察，之后回云南。由下关茶厂完成初步熟化技术，由昆明茶厂再加湿加温，完成潮水渥堆，即现在的熟茶。量产茶品为73厚砖。之后以八中茶作为主营商标，主要产品为7581昆明熟砖。后因商标泛滥，昆明茶厂改以吉幸牌、金鸡牌作为外销品牌，其中以吉幸金瓜贡茶、金鸡沱茶作为代表。
1992年，因成本考虑、茶菁调拨等因素，昆明茶厂停止生产。1994年将库存销售清理完毕，茶厂正式结束营业。然而1994年之后仍有号称7581昆明砖出现在市面，均由小作坊生产，品质均不如以前。